# Statenville
Statenville est une ville de Géorgie, aux États-Unis. Il s'agit du siège du comté d'Echols.